# ثمن الحرية (مسلسل)
ثمن الحرية مسلسل يمني، تم إنتاجه في صنعاء والمدينة تحت قصف السعودية والدول المتحالفة معها في التدخل العسكري في اليمن عام 2015م وفي خضم الحرب الأهلية اليمنية 2015م، يحكي المسلسل عن يوميات مواطنين تحت القصف والعدوان السعودي ضد اليمن من وجهة نظر المسلسل، يدعم المسلسل التوجه إلى اعتبار آل سعود ودولتهم عدو شديد العداء لليمن.
تم بثه على شاشة الفضائية اليمنية ابتداءاً من الخامس من نوفمبر 2015م.

## الممثلون
- نبيل حزام.
- إبراهيم شرف الدين.
- نجيبة عبدالله.
- محمد القطاع.
- أحمد حجر.
- محمد الرداعي.
- عبد الرحمن الجوبي.
- شفيقة الآنسي.
- فؤاد الكهالي.
- عبدالعزيز البعداني.
- مروة الذماري.

وغيرهم.